# Đồng Khởi (giao hưởng)
Đồng Khởi là một bản giao hưởng thơ của nhạc sĩ Nguyễn Văn Thương sáng tác năm 1971 và được xem là một trong những bản giao hưởng thành công nhất tại Việt Nam ở thời điểm ra mắt.

## Sáng tác và biểu diễn
Nguyễn Văn Thương sáng tác bản giao hưởng thơ Đồng Khởi trong những năm tháng ông đi tu nghiệp tại Nhạc viện Leipzig. Tác phẩm được hoàn thành năm 1971 và được Dàn nhạc Giao hưởng Leipzig trình diễn cùng năm. Do được viết để đề tặng người dân tỉnh Bến Tre đã qua đời trong phong trào Đồng Khởi nên ông lấy tên Đồng Khởi đặt cho tác phẩm.
Sau đó Đồng Khởi được trình diễn tại Liên hoan Âm nhạc Giao hưởng thế giới do Dàn nhạc Giao hưởng Litva biểu diễn ở Litva. Năm Nguyễn Văn Thương 60 tuổi, tác phẩm tiếp tục được Trọng Bằng làm chỉ huy trưởng tại Nhà hát lớn Hà Nội. Năm 1996, nhân kỷ niệm 60 năm sự nghiệp sáng tác của Nguyễn Văn Thương và năm 1999 nhân dịp mừng thọ ông 80 tuổi, Đồng Khởi được Nguyễn Thiếu Hoa chỉ huy do Dàn nhạc Giao hưởng của Nhạc viện Hà Nội thể hiện. Bản giao hưởng tiếp tục có tên trong danh sách tác phẩm biểu diễn đêm nhạc kỷ niệm 100 năm ngày sinh của ông.

## Nội dung
Bằng âm thanh của dàn nhạc giao hưởng, Nguyễn Văn Thương đã miêu tả phong trào đấu tranh Đồng Khởi trong những ngày tháng chính quyền Việt Nam Cộng hòa mang máy chém khắp nơi để sát hại những người theo chủ nghĩa Cộng sản và chiến sĩ Việt Cộng.

## Cấu trúc
Tác phẩm có cấu trúc gồm 3 phần được sáng tác ở hình thức sonata, thậm chí là được so sánh với 3 chương của liên khúc sonata giao hưởng. Mở đầu tác phẩm gồm 2 chủ đề. Theo nhà nghiên cứu âm nhạc Nguyễn Thị Nhung, chủ đề 1 diễn tả tiếng "rên xiết đau khổ" của nhân dân Việt Nam bằng nét nhạc của cello với tốc độ Adagio (chậm), tiếp theo là kèn fagotte, kèn cor và trở lại ở bè dây. Chủ đề 2 tương phản với chủ đề 1, bà cho rằng nét nhạc chuyển sang tốc độ Moderato (vừa phải) để thể hiện "sự tàn bạo" của chính quyền Việt Nam Cộng hòa. 
Phần trình bày của tác phẩm tiếp tục được phát triển trên hai chủ đề của phần mở đầu. Chủ đề chính viết ở giọng Sol thứ, âm nhạc mang tính chất "bi thương" ở bè violin I và tiếp tục chuyển sang bộ kèn gỗ và các bè nhạc cụ khác. Phạm Tú Hương cho rằng đây là một sự xuất hiện không hoàn chỉnh mà  "xé lẻ" đưa lên dần từ nhạc cụ này sang nhạc cụ khác. Từ ô nhịp 62, chủ đề 1 và chủ đề 2, nhịp nhạc chuyển liên tục giữa 2
4 và 3
4 nhằm tạo "tính căng thẳng". Từ ô nhịp 82 là sự nhắc lại các nhân tố trên nhưng được thay đổi và mở rộng.  Âm điệu của chủ đề 2 được miêu tả là "quân xâm lược dữ dằn", thể hiện bằng nét nhạc có nhiều biến âm, nghịch phách ở tiết tấu và bị chia nhỏ bởi các dấu lặng. Để tăng cường kịch tính, ông sử dụng bộ gõ. Chủ đề kết quay lại giọng Sol thứ với giai điệu chủ yếu ở quãng 2 thứ và 3 thứ.
Phần giữa tác phẩm được xác định ở ô nhịp 151, được mô tả như "khúc đưa tang, đau thương". Giai điệu vang lên chậm rãi ở kèn cor, tiếp đó đến oboe và được nhắc lại ở violin I. Âm thanh các bè được tăng cường dần như thể hiện sự "kiên nghị", "bất khuất". Ông muốn diễn tả âm hình tượng quần chúng nhân dân Việt Nam đi sau tiễn đưa các bà mẹ anh hùng Việt Nam qua đời trong khi ra trận với âm hưởng của kèn cor.
Phần cuối bắt đầu từ ô nhịp 252, bắt đầu ở tốc độ Allegro (nhanh) nhằm tạo cao trào của giai điệu. Ông còn gọi phần này là "Nổi dậy". Nguyễn Văn Thương chỉ sử dụng chủ đề 1 của phần mở đầu và trình bày nhưng bằng sự thay đổi âm hình tiết tấu, đây trở thành những nét nhạc mang tính "kêu gọi", "quật khởi". Ông mô tả những bước chân của chiến sĩ Cộng sản tại Miền nam Việt Nam xuống đường phá ấp trong phong trào Đồng Khởi thông qua cách phát triển triển chất liệu chủ đề. Chủ đề  "quân địch" đã dần biến mất, chỉ còn lại âm hưởng chủ đề "nhân dân" với dụng ý khẳng định "sức mạnh và sự chiến thắng của chân lý".
Phần coda là một đoạn nhạc "hoành tráng" với sự tham gia của tất cả nhạc cụ trong dàn nhạc, mang tính ca ngợi chiến thắng của quần chúng nhân dân Việt Nam.

## Nhận định
Đồng Khởi được nhận định là một trong những thơ giao hưởng thành công của âm nhạc giao hưởng Việt Nam tại thời điểm ra mắt. Theo Nguyễn Thị Nhung, nhạc sĩ Nguyễn Văn Thương đã "sáng tạo với một ngôn ngữ âm nhạc mới mang đậm tính dân tộc". Nguyễn Văn Thương cũng đã khai thác các âm điệu, tiết tấu đặc trưng như chùm ba, chùm bốn và sử dụng nhạc khí dân gian Việt Nam như mõ, cồng chiêng để biểu hiện hình tượng âm nhạc. Cuốn sách "Văn hóa dân gian" nhận định nhịp trống liên ba vốn quen thuộc với người Việt trong các hội làng đã trở thành nhân tố chủ chốt làm nên Đồng Khởi.
Đồng Khởi có tên trong mục số 1335 của cuốn sách Thư mục quốc gia Việt Nam năm 2006. Tiến sĩ Nguyễn Bách đã đưa tên bản giao hưởng thơ này vào mục "Một số thơ giao hưởng nổi tiếng" trong cuốn sách thuật ngữ âm nhạc của mình.